# 千石興太郎

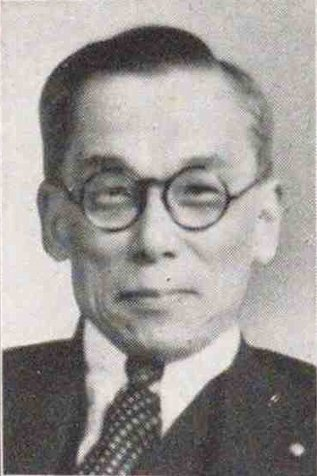
千石興太郎

千石 興太郎（せんごく こうたろう、1874年（明治7年）2月7日 ‐ 1950年（昭和25年）8月22日）は日本の政治家、労働運動家。長きにわたり農業協同組合（農協）運動の第一線で活動し、第二次世界大戦後の「農協王国」の基礎を作り上げた。

## 生涯
東京府豊島郡日比谷（東京都千代田区日比谷）に生まれた。1895年（明治28年） 札幌農学校（現在の北海道大学農学部）を卒業。同期に、北大総長の高岡熊雄、満鉄副総裁の大村卓一がいる。農学校の英語教員、農商務省の官僚などを経て、農会技師として農村の指導をおこなう一方、島根県農会技師・幹事として大日本産業組合中央会島根支会理事を兼任、初めて協同組合運動に携わっている。島根から南洋庁に転任する内務部長に自ら志願して同行し同庁の技官となる。
1920年（大正9年）、産業組合中央会主事に就任し、農業協同組合につながる活動に参加した（1939年（昭和14年）、会頭に就任）。
1923年（大正12年）に全国購買組合連合会（全購連）が創立されると専務理事に就任、自ら運営に当たり、1941年（昭和16年）名誉会長に推されるまで会長代理・会長として指導事業と購買事業の発展に尽くしたほか、産業組合中央金庫の設立にも尽力した。1925年（大正14年）、産業組合法公布25周年の記念事業として『家の光』を発刊。1927年（昭和2年）、大日本生糸販売組合連合会の設立に際し常任相談役（のち会長）に就任した。1931年（昭和6年）、全国米穀販売購買組合連合会（全販連）の設立に努め、常任相談役として経営に参画し、1937年（昭和12年）に会長に就任した。このほか、大日本柑橘販売組合連合会会長に就任し、同会を全販連に合併するなど販売事業でも貢献し、信用部門を除くほとんど全ての分野で最高責任者として活動し、産組独裁王と呼ばれ人気を博した。同年、家の光に「暴戻極まる支那を膺懲すべし」という主張を寄稿した。
農業者の政治力を結集して国政に反映させるため、全国農村産業組合協会を設立、産業組合青年連盟を組織して、組合運動に新風を送ったことなどが注目され、1938年（昭和13年）12月9日、貴族院議員に勅選され（1946年2月23日まで在任）、1945年（昭和20年）東久邇宮内閣の農商大臣、次いで農林大臣を短期間つとめた。また、日本協同党の結成にも参加している。翌1946年（昭和21年）公職追放となる。1950年（昭和25年）8月22日死去。
性格は生来の明朗快活で、関連誌に執筆・講演などが多く行った。

### 著書
- 『産業組合の諸問題』日本評論社、1933年
- 『産業組合の陣営より』高陽書院、1935年
  - 新版『協同組合の名著　第9巻』家の光協会、1971年
- 『我が農村建設』産業組合実務研究会、1940年。他に冊子多数発行

### 伝記
- 『千石興太郎』協同組合懇話会千石興太郎編纂委員会 編、1954年
- 竹森一男『千石興太郎―農協の始祖』都市問題調査会、1971年。復刻：大空社、2000年